# NGC 5531
NGC 5531 (również PGC 50999) – galaktyka soczewkowata (S0), znajdująca się w gwiazdozbiorze Wolarza. Odkrył ją Heinrich Louis d’Arrest 7 lutego 1862 roku.